# Michael Bennett (Footballspieler, 1993)
Michael Bennett (* 24. Februar 1993) ist ein ehemaliger US-amerikanischer American-Football-Spieler. Er spielte zuletzt für die Atlanta Falcons in der National Football League (NFL) auf der Position des Defensive Tackles. Zuvor spielte er College Football für die Ohio State Buckeyes.

## Kindheit und Jugend
Bennett besuchte die Centerville High School in Centerville.
Neben dem Football betätigte er sich auch in anderen Sportarten. Er wurde 2011 Sieger im Kugelstoßen und Zweiter im Diskuswurf im Bundesstaat Ohio. Zusätzlich übte er auch Hammerwurf aus.

## College
Benett ging 2011 auf die Ohio State University und spielte dort vier Jahre für die Buckeyes. In seinem ersten Jahr spielte Bennett in allen 13 Spielen, wo er 17 Tackles und 3 Sacks schaffte. Im folgenden Jahr verpasste Bennett aufgrund einer Verletzung fünf Spiele. 2013 spielte Bennett erneut in allen 13 Spielen, wo ihm 44 Tackles und 7,5 Sacks gelangen. Auch in seiner letzten Saison für die Buckeyes spielte er in allen Spielen und gewann mit ihnen die Big Ten Conference.

## NFL

### Jacksonville Jaguars
Am 2. Mai 2015 wurde Bennett von den Jacksonville Jaguars als 180. Spieler im NFL Draft 2015 ausgewählt. Am 16. Mai 2015 unterschrieb er bei den Jaguars einen Vertrag über vier Jahre. Nachdem er sich im Preseasonspiel gegen die Atlanta Falcons eine Hüftverletzung zuzog, wurde er am 3. September 2016 auf der Injured Reserve List platziert. Am 19. September 2017 wurde Bennett nach einer Brustmuskelverletzung erneut auf der Injured Reserve List platziert. Am 11. September wurde Bennett von den Jaguars entlassen.

### Atlanta Falcons
Am 2. Oktober 2018 unterzeichnete Bennett einen Vertrag bei den Atlanta Falcons. Er spielte zwei Spiele für die Falcons, wobei er fünf Tackles und einen Sack erzielte. Am 30. Oktober 2018 wurde er wieder entlassen. Im Januar 2019 verpflichteten die Falcons Bennett erneut. Am 22. Juli 2019 verletzte er sich während des Training schwer am Knöchel und wurde daraufhin auf die Injured Reserve List gesetzt.